# Gustav Seyffarth
Gustav Seyffarth (født 13. juli 1796 i Sachsen, død 17. november 1885 i New York) var en tysk arkæolog og ægyptolog, søn af teologen Traugott August Seyffarth.
Seyffarth blev ekstraordinær professor i filosofi ved universitetet i Leipzig, berejste 1826—29 Italien, Sydtyskland, Holland, Frankrig og England, overalt flittig studerende, hvad han kunde finde af ægyptiske oldsager. 1829 blev han professor i arkæologi i Leipzig, en stilling, som har 1856 pludselig opgav for at udvandre til Amerika. Her blev han snart professor i kirkehistorie og arkæologi ved Concordia College i Saint Louis, men 1859 trak han sig tilbage til privatlivet og levede derpå sine 26 sidste leveår i New York. 
Seyffarth følte sig ikke tilfreds med Champollions læsning af hieroglyfskriften, som han lige til sin sidste tid anså for fejlagtig. Han fremkom derimod selv med et helt andet dechifreringssystem, hvilket han for øvrigt mere end én gang modificerede ikke så helt ubetydelig. Seyffarth gav sig især af med indskrifter, som ifølge hans tydning indeholdt resultater af astronomiske iagttagelser. Derefter beregnede han tiden for vedkommende mindesmærkes fremkomst. Hans tydninger er dog blot fantasteri. 
Det samme må siges om de oversættelser af stykker af De dødes bog og andre hieroglyfiske tekster, som Seyffarth har fremsat i Theologische Schriften der Aegypten (1855). De vakte alligevel en vis opsigt, da hans såkaldte oversættelser syntes både smukke og dybsindige. Der udkom således blandt andet 1860 ved E.A. Björkman en svensk oversættelse af hans oversættelse af kapitel 1—6 af De dødes bog (Blad ur Menniskoslägtets äldsta Litteratur, 1860). 
Seyffarth fik ikke mange elever; den eneste, som søgte at begrunde hans system og bygge videre derpå, var privatdocenten Maximilian Adolph Uhlemann i Göttingen. Det må dog bemærkes, at Seyffarth havde ret i en af sine påstande, nemlig at den gamle ægyptiske skrift væsentlig var stavelsesskrift.